# 北藪神村
北藪神村（きたやぶかみむら）は、かつて新潟県南魚沼郡にあった村。

## 沿革
- 1889年（明治22年）4月1日 - 町村制施行に伴い南魚沼郡市野江村、一村尾村、芹田村が合併し、北藪神村が発足。
- 1901年（明治34年）11月1日 - 南魚沼郡南藪神村（一部）と合併し、藪神村となり消滅。